# Stężarycze
Stężarycze (ukr. Стенжаричі, Stenżaryczi) – wieś na Ukrainie, w obwodzie wołyńskim, w rejonie włodzimierskim. W 2015 roku liczyła 392 mieszkańców.
Została założona w 1565 roku.